# Dějiny Singapuru

Singapurská vlajka

Dějiny Singapuru se začínají psát v 11. století. Jeho význam však vzrostl až ve století 14. za vlády sultána Parameswara, kdy se stal veledůležitým přístavem a byl jím až do zničení Portugalci v roce 1613. Novodobé dějiny Singapuru začínají v roce 1819, kdy Angličan Thomas Stamford Raffles založil na ostrově britský přístav. Během vlády Angličanů opět vzrostl jeho význam a rychle na ostrově vyrostlo velké přístavní město.
Během 2. světové války byl Singapur dobyt a obsazen Japonskem. Po konci války se ale vrátil zpět k Británii a byla mu garantována rostoucí úroveň samosprávy. Ta kulminovala v roce 1963, kdy vyhlásil samostatnost na Británii a stal se členem Malajsijské federace, kterým byl do 9. srpna 1965, kdy vyhlásil samostatnost na ní. V témže roce vstoupil do OSN. Singapur začal čelit vysoké nezaměstnanosti a malému počtu bytů. Byl spuštěn program modernizace, který byl zaměřen na vytvoření zpracovatelského průmyslu, rozvoj velkých veřejných sídlišť a mohutně investoval do školství. Od vyhlášení nezávislosti jeho ekonomika rostla v průměru o devět procent ročně. V 90. letech se stal jedním z nejvíc prosperujících zemí na světě s vysoce rozvinutou tržní ekonomikou, skvělými mezinárodními obchodní vztahy a druhým nejvyšším HDP v Asii (hned po Japonsku).

## Středověk
Nejstarší písemná zmínka o Singapuru je z čínského listu pocházejícího ze 3. století, kde se mluví o ostrově Pu Luo Chung (蒲罗中). Tento název pravděpodobně vznikl zkomolením malajského výrazu „Pulau Ujong“, což znamená „Ostrov na konci“ (Malajského poloostrova). Jedno malajské literární dílo Sejarah Melayu líčí jak ostrov přišel ke svému jménu. Vypráví legendu o šrívidžajském princi jménem Sang Nila Utama, který přistál na ostrově někdy ve 13. století. Uviděl lva a ostrovu dal jméno Singapura, což v sanskrtu znamená „lví město“. Je však nepravděpodobné, že by tam lvi někdy byli, zvláště, když se tam až do začátku 20. století vyskytovali tygři.
Za první historicky hodnověrný pramen odborníci považují až zprávu čínského (jüanského) cestovatele Wang Ta-jüana z roku 1330. Ten přistál v místě, které nazval Long Ja Men (Úžina dračího zubu), což byl pravděpodobně dnešní kanál Keppel Harbour oddělující ostrov Singapur od ostrovů Pulau Brani a Sentosa. Cestovatel si zapsal, že v malém přístavu na ostrově žijí Číňané i Malajci. Toto etnické složení bylo tedy pro Singapur typické zřejmě od starověku (časem převážili Číňané). Číňané prý přístavu říkali Tan Ma Si, Malajci pak Tamasik. Jeden javánský epos sepsaný roku 1365 rovněž hovoří o přístavu s podobným jménem: Temasek. Přístav zanikl, ale archeologický výzkum potvrdil, že na ostrově Singapur přístav ve středověku byl.
Na počátku 15. století byl tento přístav zřejmě ovládán Siamci. Roku 1414 našel v Singapuru útočiště poslední princ zhrouceného království Šrívidžaja a udělal načas z místa prosperující přístav. Nakonec se ale usadil v Malacce, kde jeho syn posléze založil Malacký sultanát, který poté osvládl i oblast Singapuru. Ten pak byl nejvýznamnějším přístavem celého sultanátu. V roce 1511 obsadili Malakku Portugalci. Jeden z malackých admirálů před nimi prchl do Singapuru a opevnil se zde. Pevnost nazval Johor Lama. V roce 1587 však tuto pevnost dobyli a zcela zničili portugalští lupiči. Zpráva o zničení Johor Lamy je poslední zmínkou o Singapuru v historických pramenech na dlouhých 200 let. Podle všeho byla po portugalském vpádu oblast zcela nevýznamná a na místě kdysi prosperujícího přístavu byla jen malá rybářská osada.

## Založení moderního Singapuru (1819)
V 16.–19. století získávají Evropané postupně nadvládu nad celou jihovýchodní Asií. Začalo to, když Portugalci získali v roce 1511 Malakku. Jejich dominanci ukončili roku 1641 Holanďané, kteří postupně ovládli téměř celé malajsko-indonéské souostroví, s výjimkou severní a severovýchodní části Bornea a východní Timoru.
V roce 1818 byl Thomas Stamford Raffles jmenován guvernérem Bengkulu (na Sumatře, v dnešní Indonésii). Britové si povšimli, že ostrov Singapur leží na obchodní trase, kterou z Číny vozili čaj a do Číny opium. Doposavad využívali Britové v oblasti nizozemské přístavy, kde platili značné poplatky. Raffles roku 1819 vytipoval Singapur jako ideální místo pro vlastní britský přístav v oblasti.
Formálně ostrov patřil Johorskému sultanátu ovládajícímu jih Malajského poloostrova. Raffles vstoupil do právě probíhajících následnických sporů v sultanátu a nabídl vojenskou pomoc sultánovu staršímu bratrovi. Cenou bylo svolení k založení britského přístavu na jihu Singapuru. Sultánův bratr rád souhlasil, neboť ostrov sultanát stejně nevyužíval. 16. února 1819 byla podepsána smlouva mezi Rafflesem a sultánovým bratrem. Toto datum je obvykle považováno za datum vzniku moderního Singapuru.
Velením nového přístavu, jenž byl definován jako svobodný a otevřený, Raffles pověřil majora Farquhara. Tomu se zpočátku nelíbilo, že nemůže vybírat poplatky, které by využil k rozvoji místa, ale brzy pochopil, že Rafflesova volba učinit přístav svobodným byla vynikající. Lodě se do strategicky dobře položeného místa jen hrnuly. Měl-li v roce 1819 Singapur 1000 obyvatel, za tři roky to bylo již pětkrát tolik. V roce 1825 byla populace odhadnuta již na 10 000 osob a v tomto roce Singapur také objemem obchodu a počtem přijatých lodí překonal tradiční malajský přístav Penang. Prostoru pro rozvoj bylo dost, již roku 1823 Raffles podepsal s Johorským sultanátem novou smlouvu, která dávala Britům možnost využívat celý ostrov, nejen jeho jih. Rychlý rozvoj měl ale i své stinné stránky, podporované Farquharovou snahou nějak si vynahradit nemožnost vybírání přístavních poplatků. Singapur se tak stal velmi rychle sídlem hazardu a obchodu s opiem, jak ke své nelibosti seznal Raffles při své první inspekční cestě. Rafflesovi se rovněž nelíbil všeobecný "multikulturalismus", a tak nařídil město rozdělit na čtvrti podle jednotlivých etnik. Pozůstatky "etnických čtvrtí" je možné v Singapuru vystopovat až do dnešních dnů.
Nizozemci byli růstem Singapuru znepokojeni, ale roku 1824 se s Brity dohodli – jako kompenzaci od nich získali přístav Bencoolen na Sumatře. Naopak Britové nově získali Malakku. Vzápětí pak Britové založili novou administrativně správní jednotku Průlivové osady, která jejich državy v oblasti, včetně Singapuru, sjednocovala. Správa Průlivových osad pak přešla pod Britskou východoindickou společnost (to se změnilo roku 1867, kdy se staly majetkem britské koruny jako tzv. korunní kolonie).
Význam Singapuru i nadále vytrvale rostl. Důvody byly zřejmé, Britové si v opiových válkách s Čínou vynutili otevření jejího trhu, parní motory daly nový impuls mořeplavbě, roku 1869 byl otevřen Suezský průplav a navíc Britové v Malajsii začali vyrábět ve velkém kaučuk a cín. Britové také nadále nechávali přístav otevřeným, zatímco Nizozemci v Batávii (Jakartě) i Španělé v Manile stále archaickým způsobem vybírali poplatky. Do Singapuru se tak natrvalo stěhovali čínští, ale i indičtí či malajští obchodníci. V roce 1880 Singapurem prošlo rekordních 1,5 milionu tun zboží. Cena za to byla stále stejná a podobná jako v jiných velkých přístavech: prostituce, hazard, drogy, vysoká kriminalita, špatné hygienické podmínky. Zločin se navíc rychle začal organizovat do silných organizací, tajných čínských bratrstev, které bychom dnes označili jako mafie. Pole působnosti měly takřka neomezené – Britové v roce 1850 udržovali pořádek v šedesátitisícovém Singapuru za pomoci pouhých dvanácti policistů. To pozvolna začalo vadit i obchodníkům, kteří se přestávali cítit bezpečně. Částečné řešení přineslo převedení pod královskou korunu roku 1867. Poté byla zakázána tajná bratrstva a provedeny kroky k zamezení zneužívání žen, ale většinu problémů se Britům nepodařilo vyřešit až do konce jejich koloniální nadvlády.

## Japonská okupace
Mezi světovými válkami Britové začali s obavami sledovat růst japonského nacionalismu a militarismu. Ze Singapuru se rozhodli udělat základnu pro případný konflikt s Japonci. Investováno bylo 500 milionů dolarů a Winston Churchill proto přístav označil za „Gibraltar východu“. Investice to však byly zcela zbytečné. V opevněném přístavu totiž nekotvila žádná britská vojenská flotila. Předpokládalo se, že v případě vypuknutí války tam dopluje z Británie. Jenže když válka, druhá světová, skutečně vypukla, netroufl si Churchill lodě poslat, prioritu měla ochrana britských ostrovů před Němci. A tak němečtí spojenci Japonci Singapur snadno ovládli. I kdyby Churchill ostatně lodě poslal, mnoho by to nepomohlo – navzdory očekávání Japonci Singapur ovládli ze severu, po dobytí Malajsie. Kapitulace Singapuru učinila válečnými zajatci 130 000 vojáků – singapurských Číňanů a Malajců, ale i Indů, Australanů a Britů. Mnoho z nich prožilo peklo v japonských zajateckých a pracovních táborech. Krutí byli Japonci zejména k Číňanům. Okupovaný Singapur Japonci přejmenovali na Syonan-to. Okupace trvala až do roku 1945. Protože většina obyvatel byli etničtí Číňané, patřil singapurský okupační režim k nejtvrdším. Krom represí vládl hlad a nedostávalo se ani pitné vody. Po válce to přineslo krvavou pomstu, lynčování a rabování zoufalého obyvatelstva. Britové, kteří obnovili svou správu, jen s obtížemi do kdysi bohatého a rozvíjejícího se města vraceli řád. Jejich autorita navíc zjevně poklesla jejich snadnou a drtivou porážkou od Japonců za války. Singapurci začali stále hlasitěji mluvit o nějaké formě nezávislosti.

## Nezávislost
Britové, kteří de facto sami demontovali po válce svou koloniální říši, byli připraveni udělovat bývalým koloniím vysokou míru autonomie. Byli na to připraveni i v Malajsii, mnohem méně se jim však chtělo ztrácet vliv v tak neuralgickém bodě, jakým byl Singapur. Proces malajského vymaňování z vlivu Britů navíc zbrzdil boj proti komunistickým partyzánům, který Britové nechtěli nechat jen na místních silách.
V roce 1955 se v Singapuru uskutečnily první volby, které měly skutečně demokratické parametry. Premiérem se stal rodilý Singapurec David Marshall. Čelil ovšem mnoha problémům. Mimořádně silné odborové hnutí paralyzovalo zemi četnými stávkami a nepokoji. Roku 1956 Marshall v Londýně vedl jednání s britskou vládou. Očekávalo se, že výsledkem bude nezávislost, ale místo toho od Britů čelil kritice – rozvrácené zemi nezávislost neudělí, doslechl se. Vzápětí rezignoval. Nahradil ho Lim Yew Hock. Ten proti odborům a jiným levicovým skupinám tvrdě zasáhl, přičemž využil legislativy, kterou Britové přijali pro snadnější boj proti komunistickým partyzánům operujícím v Malajsii. To Britové ocenili a roku 1957 skutečně přislíbili plnou samosprávu. Měl být zrušen dokonce i post guvernéra (zástupce britské koruny) a Britové žádali jen kontrolu nad obrannou a zahraniční politikou. V roce 1958 zákon samostatnost udělující prošel britským parlamentem. Měla být vyhlášena roku 1959.
Ve volbách toho roku ovšem zvítězila Lidová akční strana a premiérem se stal mladý právník Lee Kuan Yew. Rychle provedl řadu opatření, od těch kontroverzních (sjednocení všech odborů do jediné organizace pod vládní kontrolou) až po řadu nezbytných (masivní bytová výstavba). Lee Kuan Yew se však na rozdíl od svých předchůdců domníval, že samostatnost není pro Singapur ideálním řešením. Snil spíše o zapojení země do rodící se nezávislé Malajsie. Svou vůli prosadil. 16. září 1963 byla vyhlášena nezávislá Malajsijská federace a Singapur se skutečně stal její součástí. V Malajsii samotné zisk perspektivního Singapuru však nevyvolával žádné nadšení. Malajsie totiž čelila obrovskému etnickému problému, který spočíval ve velmi silné čínské menšině, která tvořila takřka polovinu obyvatelstva. Singapur byl přitom etnicky čínský, což čínský etnický prvek v Malajsii ještě zesilovalo. Malajsijská vláda přijala řadu opatření (stala se součástí i ústavy), která měla zajistit malajský charakter státu – v praxi to znamenalo diskriminaci etnických Číňanů. To se pochopitelně nelíbilo v Singapuru. Lee Kuan Yew se stal hlavním mluvčím nespokojených Číňanů. V Malajsii napětí rostlo a přerostlo i v pogromy čínského obyvatelstva. Malajsijský premiér Tunku Abdul Rahman v ten moment učinil překvapivý krok – vyloučil Singapur z Malajsijské federace (hlasování v malajsijském parlamentu o této věci skončilo více než jasným výsledkem 126:0). Sliboval si od toho zlepšení etnického poměru Malajců a Číňanů v celém státě i zbavení se nejhlasitějšího kritika vlády. Singapur tak byl de facto dotlačen k nezávislosti. Ač to Lee Kuan Yew původně nezamýšlel, vyhlásil nezávislou republiku.
Lee Kuan Yew váhal s tímto krokem i proto, že se obával invaze Indonésie. Ta podle všeho reálně hrozila. Řešením se stali Britové. Lee Kuan Yew se na ně obátil a v říjnu 1965 byl Singapur přijat za člena Commonwealthu. Britové tak od té chvíle vojensky garantovali jeho nezávislost. Nicméně Lee Kuan Yew je nenásledoval v jejich bojích studené války a zapojil se roku 1970 do hnutí nezúčastněných zemí, které se snažily zůstat mimo dva znepřátelené bloky studené války. Brity to poněkud rozlítilo a roku 1971 všechny své vojenské síly ze Singapuru stáhly. Lee Kuan Yew našel i tentokrát řešení – tajnou spolupráci s Izraelem. Za pomoci izraelského vojenského průmyslu Singapur vybudoval velice efektivní armádu, která odstrašuje velké státy v oblasti od apetitu na malý bohatý Singapur dodnes.
Singapur však nebyl bohatým ihned. V době svého vzniku naopak čelil mnoha problémům – bytové nouzi a vysoké nezaměstnanosti. Charakter městského státu dával však Singapuru velké možnosti a on jich plně využil. Metody vyzkoušené Lee Kuan Yewem již na začátku 60. let v experimentální průmyslové zóně v Jurongu byly aplikovány na celou zemi. Pomohlo i prosazování angličtiny jako hovorového jazyka. To podnítilo rozvoj obchodu, v němž se pozvolna angličtina stávala "globálním esperantem". Vyšla i sázka na tištěné spoje jako perspektivní odvětví. V 80. letech 20. století už bylo jasné, že Singapur ekonomicky uspěl. Nezaměstnanost byla stlačena ke 3 procentům a začalo se hovořit o asijském ekonomickém tygrovi. Ovšem také o "singapurském syndromu" (známý pojem politologa Ralfa Dahrendorfa), který označoval spojení ekonomicky liberálního kapitalismu s politicky neliberálním a autoritativním režimem. Vláda Lee Kuan Yewa skutečně byla obviňována z řady nedemokratických kroků vůči opozici, leccos ostatně napovídá, že Lee ve své funkci vydržel až do roku 1990. Podle Dahrendorfa tento model silně ovlivnil svět – především čínští komunisté díky němu pochopili, že mohou zkombinovat kapitalistickou dynamiku násobenou asiatskou disciplinovaností s tvrdou autoritativní vládou.
Lee Kuan Yew nicméně od poloviny 80. let svůj režim pod tlakem mezinárodní kritiky uvolňoval, změny byly posíleny po příchodu jeho nástupce Goh Chok Tonga na počátku 90. let. Role opozice v politickém systému je však dosud marginální, drtivou většinu moci stále drží strana založená otcem zakladatelem Singapuru, Lee Kuan Yewem.

## Dějiny Singapuru v datech
| Rok                    | Událost                                                   |
| 1299                   | Vzniklo obchodní centrum Tumasik.                         |
| 1365                   | Singapur dobyt vojsky říše Madžapahit.                    |
| 1819                   | Koupě části ostrova britskou Východoindickou společností. |
| 1826–1946              | Součást britské kolonie Straits Settlements.              |
| od 20. let 20. století | Vojenská námořní základna Velké Británie.                 |
| 1942–1945              | Singapur okupován Japonskem.                              |
| 1946–1959              | Britská kolonie.                                          |
| 1959–1963              | Autonomní stát v rámci Commonwealthu.                     |
| 1963                   | Vyhlášení nezávislé monarchie.                            |
| 1963–1965              | Člen Malajsijské federace.                                |
| 1965                   | Vyhlášení nezávislého státu, člen OSN.                    |